# Nulificador Total
O Nulificador Total é um dispositivo fictício de imenso poder que aparece nos quadrinhos americanos publicados pela Marvel Comics. O dispositivo fez sua primeira aparição no Quarteto Fantástico, volume 1, edição # 50 (maio de 1966), no qual Johnny Storm,o Tocha Humana, recuperou o dispositivo de Taa, casa de Galactus, para o Quarteto Fantástico empregá-lo contra a ameaça de Galactus - conforme contado pelo Uatu, O Vigia. O Nulificador Total aparece como um pequeno dispositivo metálico portátil sem funcionalidade aparente. Quando introduzido pela primeira vez em 1966, foi descrito como a única arma conhecida no universo capaz de inspirar medo em Galactus.
Nulificador Total, é possivelmente a arma mais poderosa do Universo Marvel. Pertencente ao ser cósmico conhecido como Galactus faz parte do seu ser tanto quanto seu coração. O portador dessa arma corre o risco de, ao dispará-la, destruir tanto o seu alvo quanto a si próprio. O poder da arma é tão intenso que já se cogitou que se disparada é capaz de destruir até mesmo um Sistema Solar se não uma Galáxia ou mais.

## História
Após o Johnny Storm –Tocha Humana-  pegar o Nulificador Total de Taa, a casa de Galactus. Reed Richards, Senhor Fantástico, ameaçou usar o Nulificador Total como um último esforço para impedir Galactus de destruir a Terra. Galactus retirou-se, quando confrontado com a possibilidade de morrer pela ativação do Nulificador por Richards.
O Nulificador Total apareceu mais tarde durante a Guerra do Infinito. Quando Quasar, Wendell Vaughn, tentou usá-lo na tentativa de destruir o Magus, Adam Warlock, que havia adquirido o poder coletivo de cinco cubos cósmicos e uma manopla contendo 5 das 6 Gemas do Infinito. A Gema da Realidade foi substituída nesta nesse momento por uma duplicata criada por Thanos. Embora Quasar tenha tentado usar a arma em Adam Warlock, ele falhou em dispará-la.
O Nulificador Total foi visto na posse de Doop, em Wolwerine e X-men #17. Não se sabe como ele o adquiriu ou se era verdadeiro ou uma réplica.